# Engerauer SC
Der Engerauer SC war ein Fußballverein aus Engerau, heute als Petržalka ein Stadtteil der slowakischen Hauptstadt Bratislava. Er wurde 1911 als Ligeti SC gegründet. 1931 wurde die Mannschaft slowakischer Meister. Der Klub löste sich 1945 auf.

## Vereinsgeschichte
Der Engerauer SC wurde 1911 in Engerau gegründet, einem Dorf unweit von Pressburg, das zu diesem Zeitpunkt zum Königreich Ungarn gehörte. Die ungarische Bezeichnung für Engerau war Ligetfalu, der Verein hieß demnach Ligetfalusi Sport Club, oder kurz Ligeti SC.
Der Ligeti SC nahm an der slowakischen Meisterschaft des ungarischen Fußballverbandes MLSz teil, die der Klub 1925, 1925/26, 1927/28, 1928/29, 1930/31, 1931/32 und 1932/33 gewinnen konnte. In der Spielzeit 1930/31 setzte sich Ligeti gegen den slowakischen Meister des tschechoslowakischen Fußballbundes ČSF, den 1. ČsŠK Bratislava durch und gewann somit die slowakische Meisterschaft des tschechoslowakischen Fußballverbandes ČSAF.
An der tschechoslowakischen Amateurmeisterschaft nahm Ligeti zwei Mal teil. 1925 trat die Mannschaft allerdings nicht zum Erstrundenspiel gegen den SK Moravská Ostrava an. In der Saison 1930/31 scheiterte Ligeti mit 0:7 und 2:1 am Erstrundengegner SK Kročehlavy.
Mit der Abschaffung des Profifußballs nahm der Ligeti SC an der zweitklassigen, vierstaffeligen Divize teil, jedoch wenig erfolgreich. In der Saison 1934/35 wurde das Team Vorletzter, der letzte Platz 1935/36 bedeute den Abstieg in die Drittklassigkeit.
Nach dem Münchner Abkommen und der daraus resultierenden Gründung einer unabhängigen Slowakei 1939 benannte sich der Klub in Engerauer SC um. Die Mannschaft nahm an der Gauliga Niederdonau teil. Im Jahr 1945 löste sich der Engerauer SC auf.

## Vereinsnamen
- 1911 bis 1939 Ligeti SC (Ligetfalusi Sport Club)
- 1939 bis 1945 Engerauer SC